# Соляна промисловість

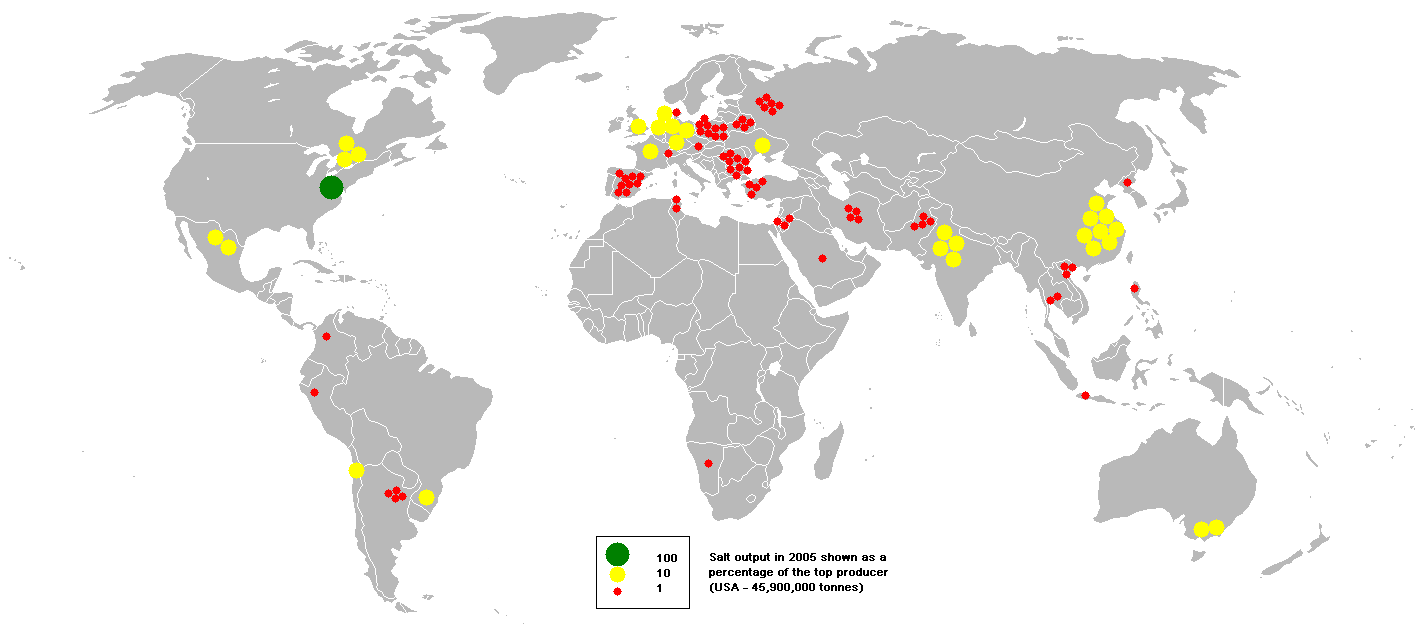
Центри соляної промисловості на 2005 рік

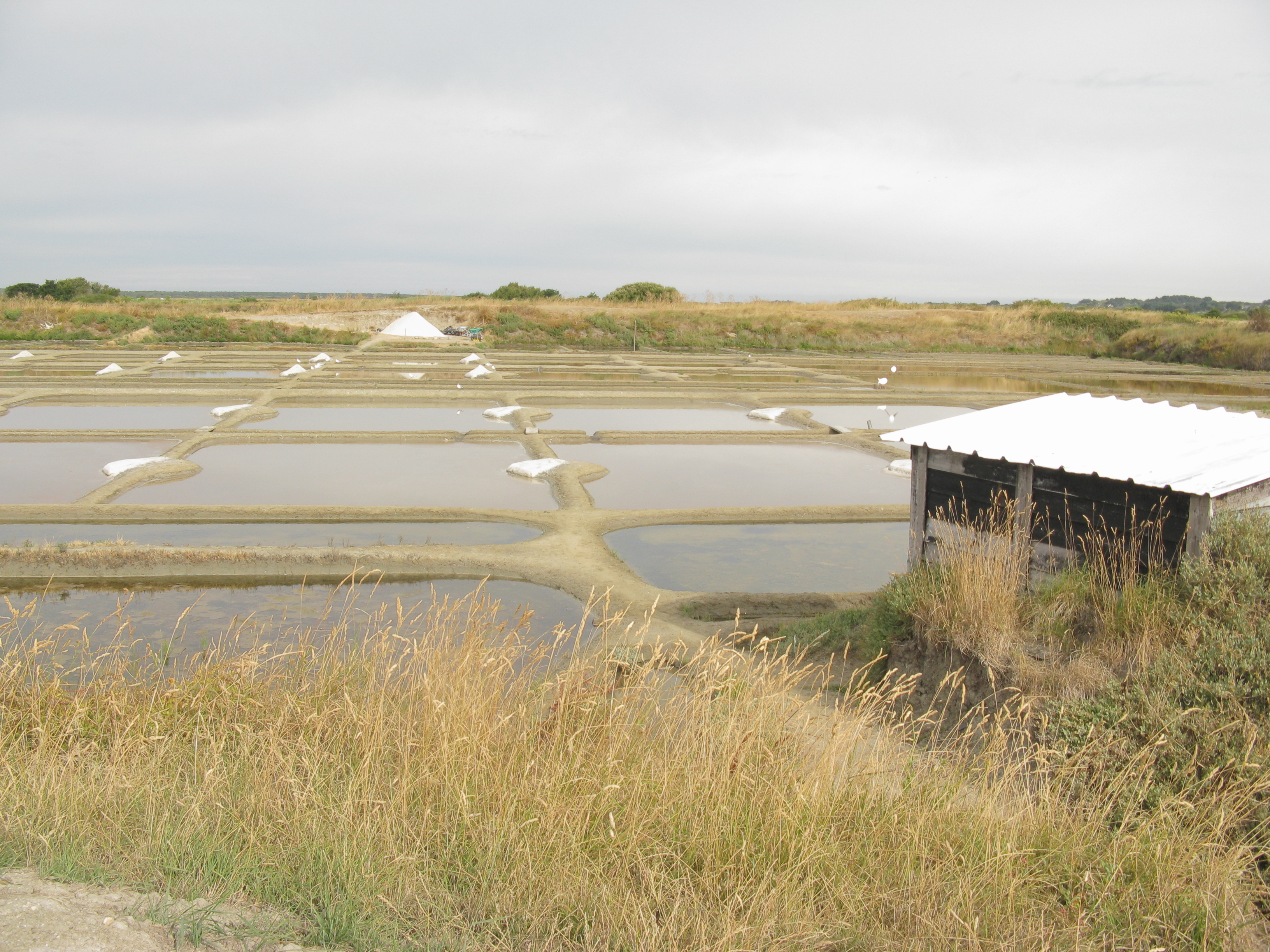
Соляні озера в Геранді, департамент Атлантична Луара, Франція

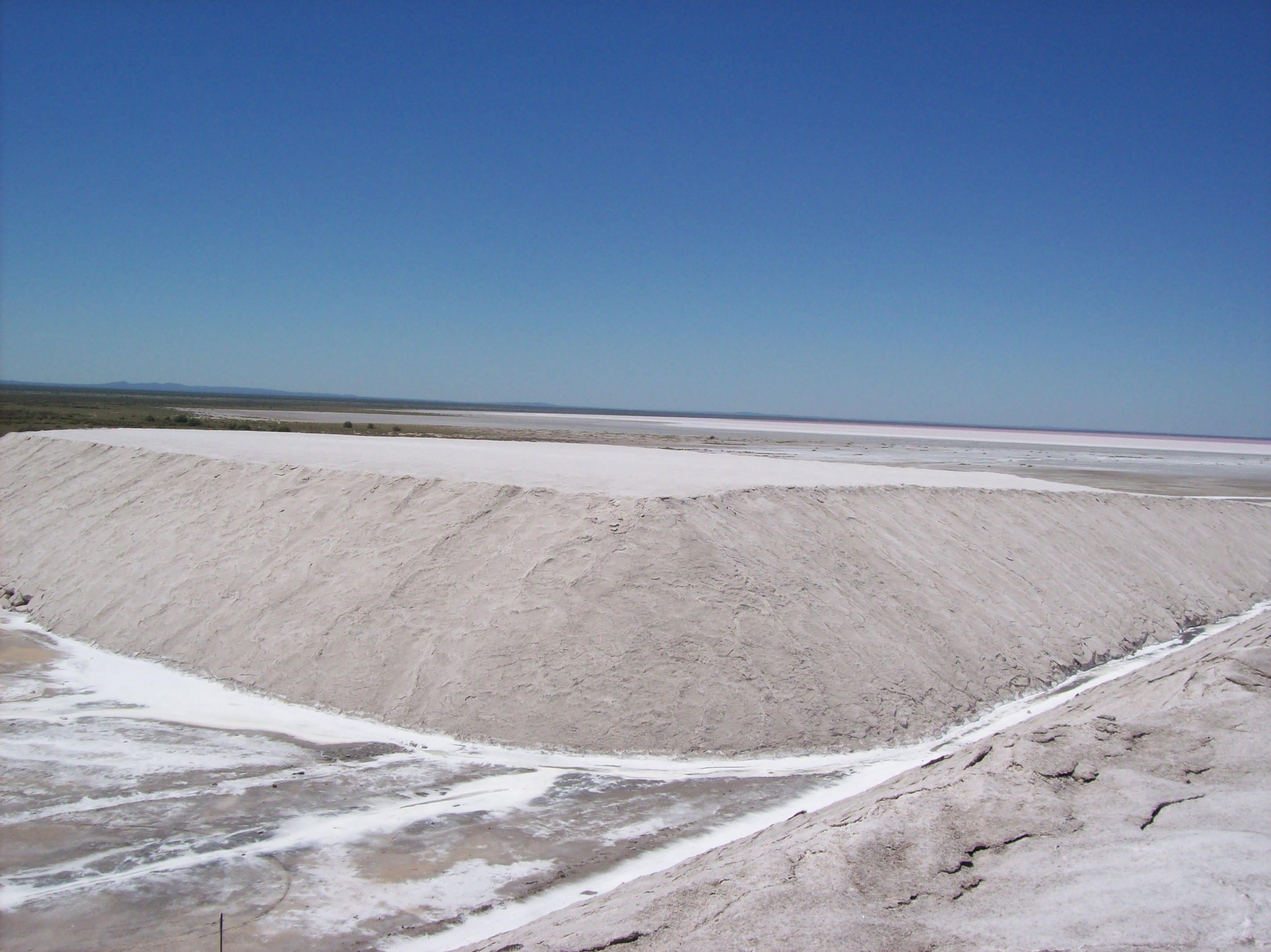
Гора видобутої солі провінції Сан-Луїс, Аргентина

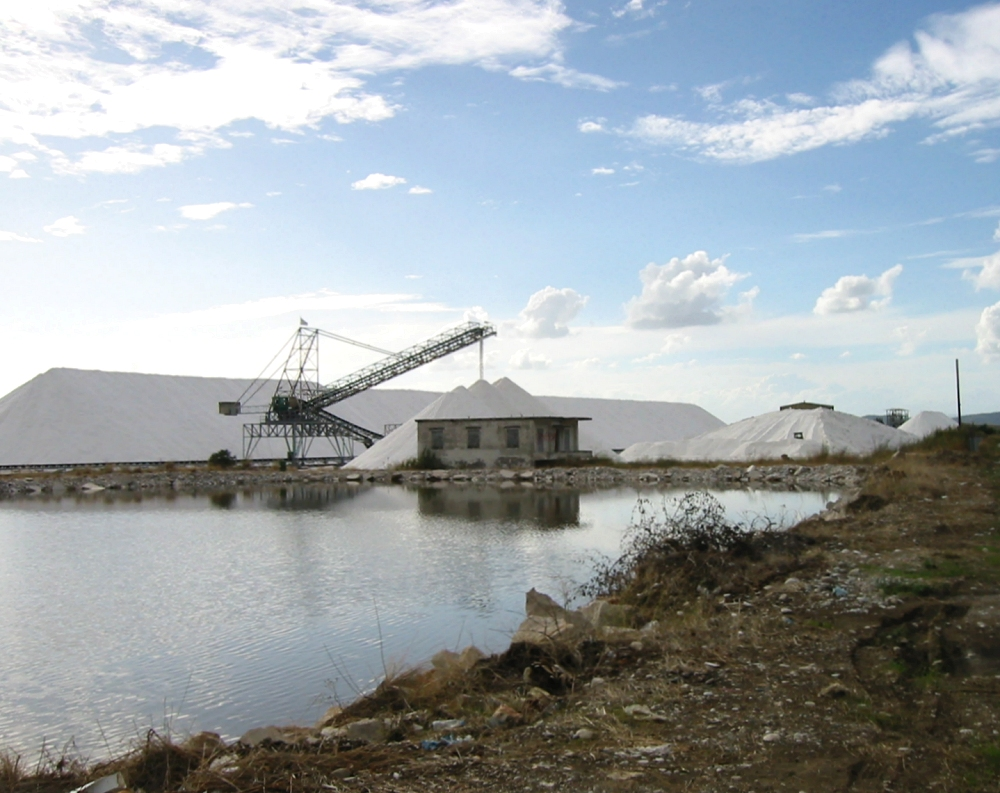
Солевидобування в місті Месолонгіон, Греція

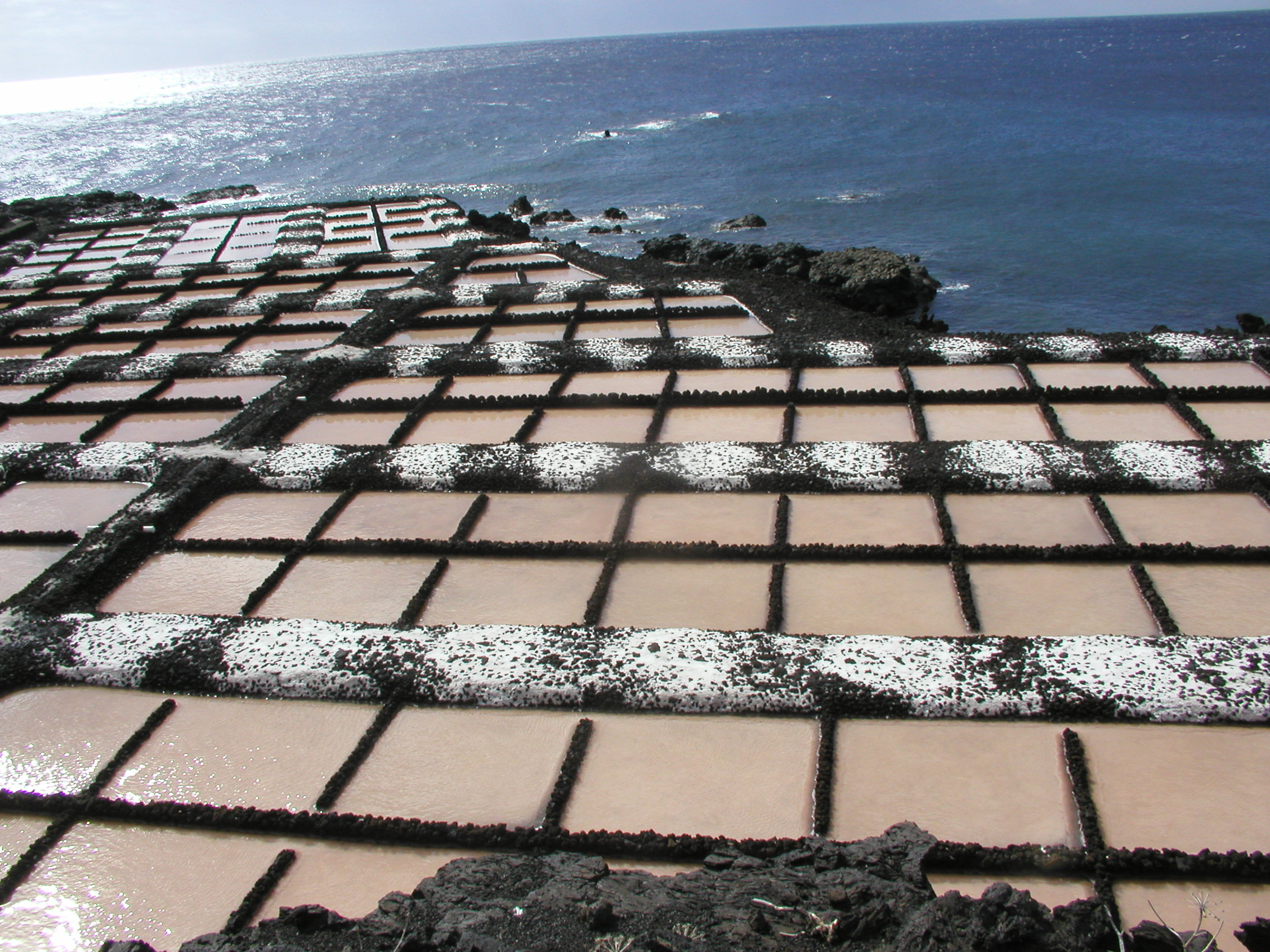
Солевидобування на острові Пальма, Канари, Іспанія

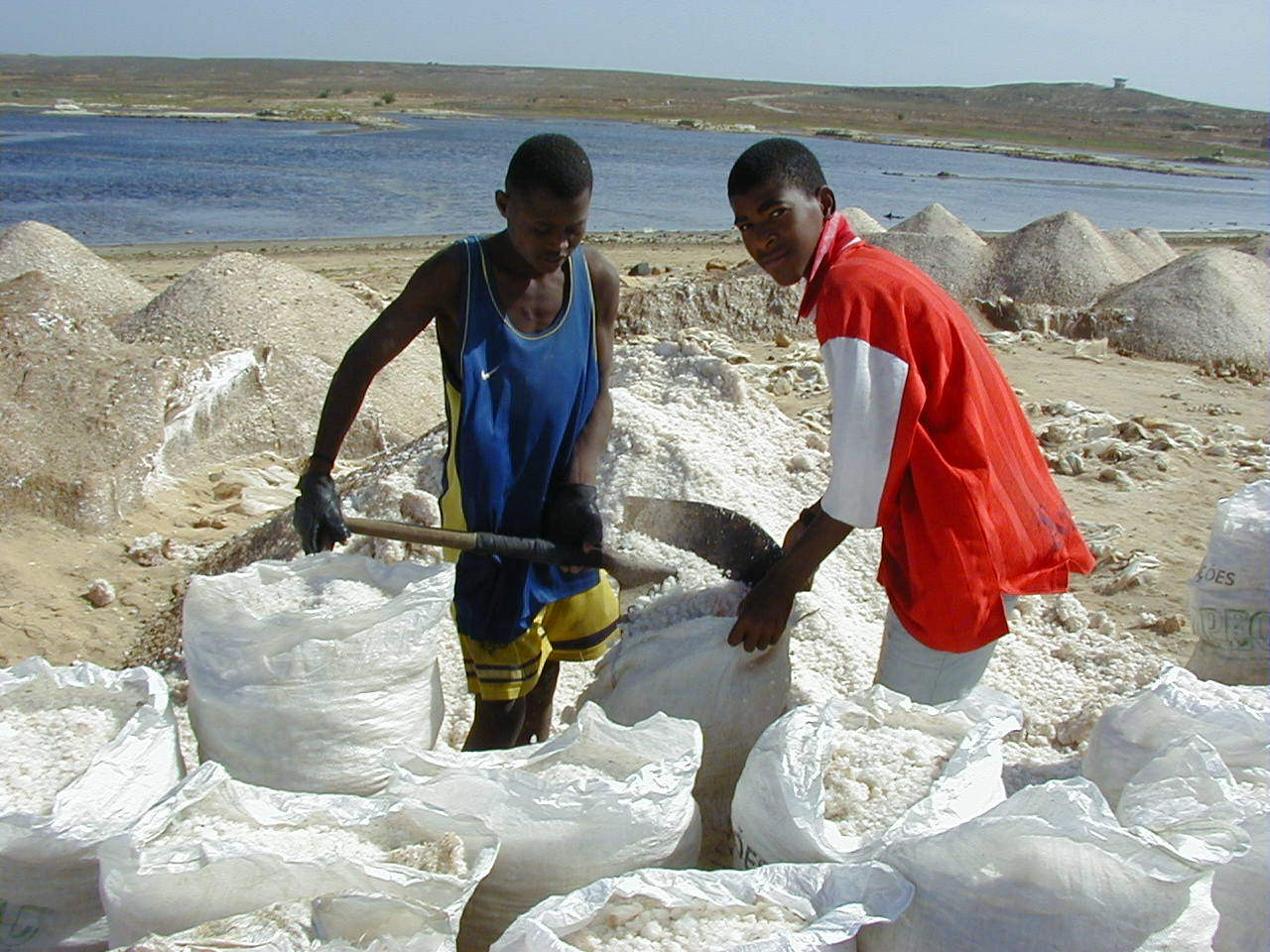
Фасування солі в Кабо-Верде

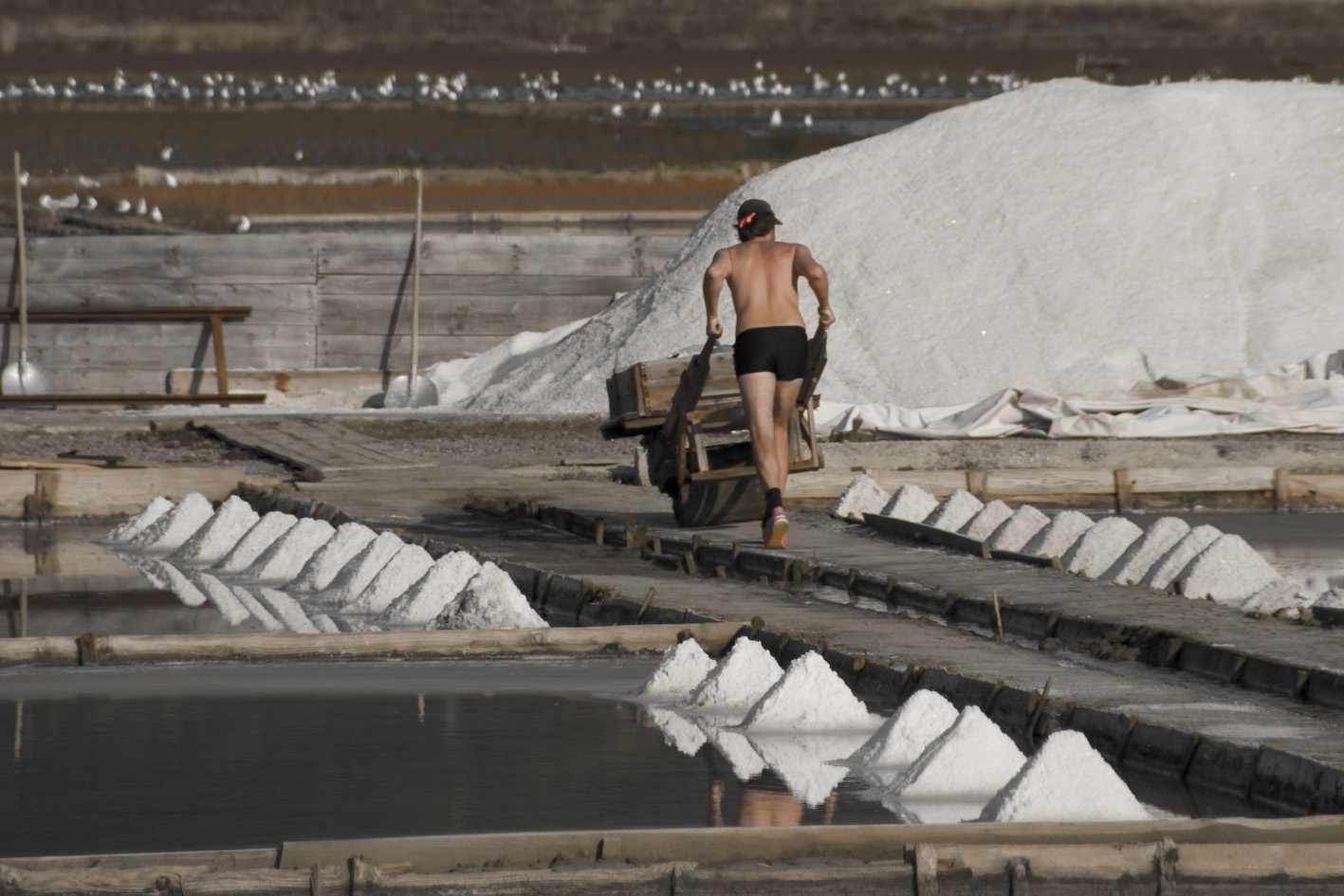
Робочий-солевидобувник у місті Струньяні, Словенія

Соляна́ промисловість — галузь харчової промисловості, яка має своїм завданням видобувати й переробляти кухонну сіль; в Україні один з найдавніших і довгий час найважливіших промислів.

## Загальна характеристика
Кухонну сіль (хлорид натрію або хлористий натрій: NaCl) видобувають з надр землі (кам'яна сіль, найпоширеніша), одержують з підземних розсолів або штучних солоних розчинів (виварна сіль), з дна соляних озер (самосадна сіль) і з морської води (осадова сіль). Відповідно соляна промисловість включає соляні шахти, розсолопромисли, солеварні заводи, солефабрики, які випускають всі види солі: розсоли, тверду сіль (в тому числі вакуумну), мелену, солебрикети з мікродобавками для худоби, зернову сіль, йодовану і інш. Видобуток морської та озерної солі розвивався задовго до н. е. у Стародавньому Єгипті, Греції і Римі.

## Кухонна сіль як об'єкт видобування
Кухонна сіль, хлорид натрію (хлористий натрій: NaCl) — кристалічна гірська порода з густиною 2,16 г/см3, яка добре розчиняється у воді і має солоний смак. Її видобувають:
- з надр землі, безпосередньо з шахт;
  - виварна сіль, яку одержують з підземних розсолів або штучних солоних розчинів, якщо вона забруднена домішками, і виробляють на солеварнях;
- з дна соляних озер (самоосадна сіль)
- з морської води (осадова сіль).

## Кам'яна сіль в Україні
Див. також Запаси солі в Україні
В Україні кам'яна сіль присутня у всіх формах як кам'яна, виварна, самоосадна і осадова. Її запаси практично невичерпні: на 1969 для УРСР — 10,2 млрд т (по категоріях А+В+C1). Родовища кам'яної солі зосереджені в Донбасі, у Дніпровсько-Донецькій западині (у верхньодевонській і нижньопермській соленосних формаціях, які мало досліджені і ще не експлуатуються), на Передкарпатті, Закарпатті та в озерах і лиманах Чорного і Азовського морів.
Найбагатші соленосні родовища на Донбасі пов'язані з нижньопермськими відкладами, поширеними у межах Бахмутської западини:
- Артемівське родовище кам'яної солі — Балансові запаси 5,4 млрд т;
- Слов'янське родовище кам'яної солі — 3,3 млрд т
- Кальміус-Торецької западини

Потужність соляних шарів 19220 м, глибина залягання від 124 до 1110 м. Поклади солі дуже чисті (вміст NaC1 62,98 %).
На Передкарпатті міоценова соленосна смуга простягається на довжину 230 км (від Ляцька біля Перемишля на північному заході до Буковини на південному сході), при середній ширині до 10 км. Потужність шарів від 0,2 до 50-70 м, глибина залягання від 14 до 170 м. Всього розвідано близько 200 солепроявів. Соляна промисловість на Передкарпатті найдавніша і багато віків найважливіша в Україні, хоч запаси солі тут порівняно невеликі. Сіль добувають майже винятково у виварному виді. Тепер її видобуток незначний (розробляють Дрогобицьке, Болехівське і Долинське родовища).
На Закарпатті С. виступає у міоценовій смузі до 300 км довжина від Пряшева на півн. зах. до рум. Мармарощини на півд. сх.; на укр. етнічній території бл. 30 солепроявів, з них використано Солотвинський над Тисою (Балансові запаси 367 млн т). Солоні оз. і лимани над Чорним і Азовським морями мають невичерпні запаси С., зокрема в Криму (групи: Евпаторійська, Сівашська і Керчинська), нині експлуатують лише 3 родовища: Сіваші, сх., Генічеське та оз. Сасик-Сиваш.

## Соляна промисловість України
На теренах нашої країни є всі види солі — кам'яна, виварна, самоосадна і осадова.
У 1910 р. у 1 000 т солі, яка видобувалася в Російській імперії, частка України була домінантною — 863 т. (86,3 %), зокрема: кримська сіль — 297, донецька — 555 (у тому числі 443 кам'яної і 112 виварювальної), одеська — 11. У 1913 р. на території України видобуто 1 млн т кухонної солі (6 % світової). У 1940 р. видобуток кухонної солі в Україні становив 2,1 млн т (разом з Закарпаттям), у тому числі: артемівської — бл. 1,4 млн т, закарп. — 200000 т, самоосадної понад 200 000 т, галицької — 40 000 т. Після воєнного занепаду Україна у 1950 р. видобула солі: 1,8, 1960 — 3,1, 1970 — 5,1 млн т (41 % всесоюзної і 8 % світової). Структура солевидобутку у 1970 р.: 3,8 млн т (74,5 %) припадає на Артемівське (Бахмутське) родовище, 450 000 т (8,6 %) на Солотвинське, 45 000 т на самоосадну сіль.
Сьогодні в Україні з наявних 14 розробляється 11 родовищ. Найбільше по видобутку — Артемівське родовище. У кінці ХХ ст. видобуток солі становив бл. 3 млн т на рік. У 2006 р. Україна виробляла 2,3 млн т солі і входила до 20-ти найбільших світових продуцентів солі

## Наука
Питання технології і техніки видобутку та переробки кам'яної, басейнової та озерної солей в Україні досліджує Український науково-дослідний інститут соляної промисловості (м. Бахмут).

## Історія солевидобування

### Україна

#### Найдавніші часи
Соляна промисловість до кінця 18 ст. Сліди соляних промислів і торгівлі сіллю сягають античної і ранньої доби; грецькі колоністи на Чорному морі експортували до Греції сіль з Криму і чорноморських лиманів, солевидобуток на Мармарощині сягав, мабуть, римських часів. За княжої доби (перші, за «Києво-Печерським Патериком», відомості з 1096) найбільше значення мав видобуток виварної солі на галицькому Передкарпатті; її експортували на Наддніпрянщину. Сюди доставляли також сіль з Причорномор'я (через соляний шлях) незважаючи на труднощі, що їх часто робили степові кочовики, і до Польщі. Про значення соляних промислів на Галицькій Русі свідчить факт, що м. Галич дістало назву від кореня «гал» («сіль»).
Техніка соляного промислу стояла на досить високому рівні. Соляну ропу витягали відрами з неглибоких шахт при допомозі кирату, що його тягнули коні і виварювали її у казанах, уміщених у вежах — варницях. Виварену сіль формували в грудки конусної форми, т. зв. «головажні» (пізніша назва «товпки», «топки»): деякий час вони були замінником грошей.
Після опанування Галичини Польщею соляна промисловість стала переважно власністю корони, зокрема більші соляні «жупи» (деякі з них орендовано, деякі роздавалися польським світським і духовним особам). Соляна промисловість була джерелом чималих прибутків. З 16 ст. великі жупи набирають мануфактурного типу. Соляна промисловість зазнала концентрації, а технічна оснащеність підвищувалася. У 18 ст. виробництво галицької кам'яної солі наближалося у деякі роки до 1 млн центнерів. Вона покривала попит українського населення і експортувалася до Польщі й Литви.
Менше значення мав видобуток чорноморської, зокрема кримська сіль (сіль «кримка»), з 16 ст. один з основних запорозьких промислів. Хоч видобуток солі був майже безкоштовний (головні кошти ішли на транспорт), але до 1774 (Кючук-Кайнарджійський мирний договір) він був під турецьким і татарським контролем і зазнавав часто обмежень, а то й перерв.
Чимале значення, особливо у 17-18 вв., мало видобування (виварювання) солі на Слобожанщині (Донеччині) в околицях Тора, Бахмута й (пізніше) Співаківки. Соляні промисли на Торських і суміжних Маяцьких озерах («Солені озера», 1571) документально відомі з 1619; спершу пов'язана з ними колонізація мала добичницький, згодом масовий і постійний характер, зокрема під час Хмельниччини. У другій пол. 17 ст. соляні промисловці («соляники», «торяники») осідали тут на довший час і утворювалися сталі поселення; за описом 1683, у «Соленому городі» — Торі (пізніше Слов'янське) «русских людей» (здебільшого військових) було 50, а «черкасів» (себто українців) — 151. Поряд з приватними соляними варницями появилися (з 1660-их pp.) казенні. Розвиткові соляної промисловості сприяла козацька адміністрація Слобожанщини (зокрема Ізюмського полку), але чималої шкоди завдавали часті татарські наскоки й здирства московських урядовців. Ще у другій половині 17 ст. українські промисловці завели соляні варниці над р. Бахмутом (1703 їх було вже 29). Але 1715 російський уряд націоналізував бахмутські й торські соляні заводи (разом з співаківськими) й перетворив їх на казенні підприємства (іноді з участю приватних промисловців), з урядовою адміністрацією, під головним доглядом «Соляного Правління» у Петербурзі, з робітництвом з приписних державних селян; у першій половині 18 ст. вони виробляли щороку 500—600 000 пудів солі, яка вивозилася до Гетьманщини, південних районів Росії, а навіть до Правобережної України. У другій половині 18 ст. продукція бахмутських і торських заводів почала спадати (з 350 000 пудів на рік у 1750 — 57 до 40 000 у 1775 — 78), і 1782 вони були ліквідовані, через конкуренцію кримської, російської (астраханської) й донської солі, непродуктивність кріпацької праці казенної мануфактури й недостачу палива (внаслідок винищення лісів).

#### Від кінця XVIII до 1917
З переходом Галичини під австрйське панування, соляна промисловість на Передкарпатті занепала через введення соляної монополії і конкуренції з соляними промислами в інших частинах Австрійської держави; разом з тим більшість жуп закрито. Виробництво галицької солі на початку 20 ст. становило близько 50000 тонн на рік. Головні солеварні: Ляцьке, Дрогобич, Стебник, Болехів, Долина, Калуш, Делятин, Ланчин, Косів. Таку саму продукцію виявляла єдина на Закарпатті копальня кам'яної солі в Солотвині (Солотвинське родовище).
Натомість значно збільшилася соляна промисловість на Наддніпр'янщині. Це була довгий час самоосадна сіль у Причорномор'ї як на заході (т. зв. Одеська), так і в Таврійській губернії (головним чином на Кримському півострові), т. зв. кримська. До 1861 продукцію солі вела сама держава, згодом її виорендовували. Видобуток солі мав значні коливання з року на рік (у середині 19 ст. з 1,5 до 3 млн центнерів на рік), але разом з тим постійно зростав. Для її вивозу треба було велике число підвод (чумацькі мажі) — 1845—120 000, при яких було до 300 000 голів робочої худоби; транспортування солі здійснювалося і водним шляхом — Дніпром. У 1869-80 добувано щороку 1,6 млн центнерів кримської солі (40 % продукції всієї Російської Імперії), 1881 — 87 — 2,7 млн; видобуток одеської солі був незначний. Зміну в соляній промисловості спричинило виявлення у Бахмуті великих покладів кам'яної солі і її видобуток з кінця 1870-их pp. Продукція кам'яної солі на Донбасі (разом з виварною сіллю в Слов'янську) перевищила у 1890-их pp. видобуток кримської (хоч і він далі збільшувався). Соляна промисловість на Донбасі була здебільше в руках іноземних синдикатів. 1910 продукція солі у 1 000 т була така: кримської — 297, донецької — 555 (у тому числі 443 кам'яної і 112 виварювальної), одеської — 11. На території сучасної України 1913 випродуковано близько 1 млн т кам'яної солі, тобто половину продукції всієї Російської Імперії і 6 % світової.

#### Радянський період
У 1920—30-их роках виробництво кам'яної солі на галицькому Передкарпатті далі зменшувалося (у 1930-их pp. 38 000 т щорічно), головним чином через конкуренцію дешевшої кам'яної солі в інших областях Польщі, натомість збільшилося на Закарпатті в Солотвині (до 200 000 т), яке в більшості покривало попит Чехословаччини. Розвиток солепромисловості в УРСР, зокрема у 1930-их pp., ішов у напрямі концентрації виробництва на найбільших підприємствах і модернізації техніки. І далі виявляється тенденція переходу від виварювання солі до копальної продукції (1913 — 75 %, 1940 — 81 %). 1940 видобуток кам'яної солі збільшився до 2,1 млн т (разом з Закарпаттям), у тому числі: артемівської — близько 1,4 млн т, закарпатської — 200000 т, самоосадної понад 200 000 т, галицької — 40 000 тонн. Подібні тенденції існують і по 1945. Після воєнного занепаду продукція кам'яної солі піднеслася в УРСР 1950 до 1,8, 1960 — 3,1, 1970 — 5,1 млн т (41 % всесоюзної і 8 % світової). Про концентрацію соляної промисловості свідчить, що 3,8 млн т (74,5 %) продукції кам'яної солі припадало на Артемівське (Бахмутське) родовище, 450 000 т (8,6 %) на Солотвинське, а лише 45 000 т на самоосадну. Кам'яну сіль видобували і переробляли 16 підприємств тресту «Головсіль» Міністерства Харчової промисловості УРСР, у тому числі 6 соляних шахт (серед них 3 Артемівського рудоуправління, 1 Солотвинського солерудника), 4 солезаводи (Слов'янський на Донбасі та Долинський, Дрогобицький і Болехівський на Передкарпатті) та 4 солепромисли над Чорним і Азовським морями. Питання соляної промисловості в СРСР досліджував Всесоюзний науково-дослідний Інститут Соляної Промисловості (Артемівське, Донецька область).

## Солевидобування в сучасну епоху

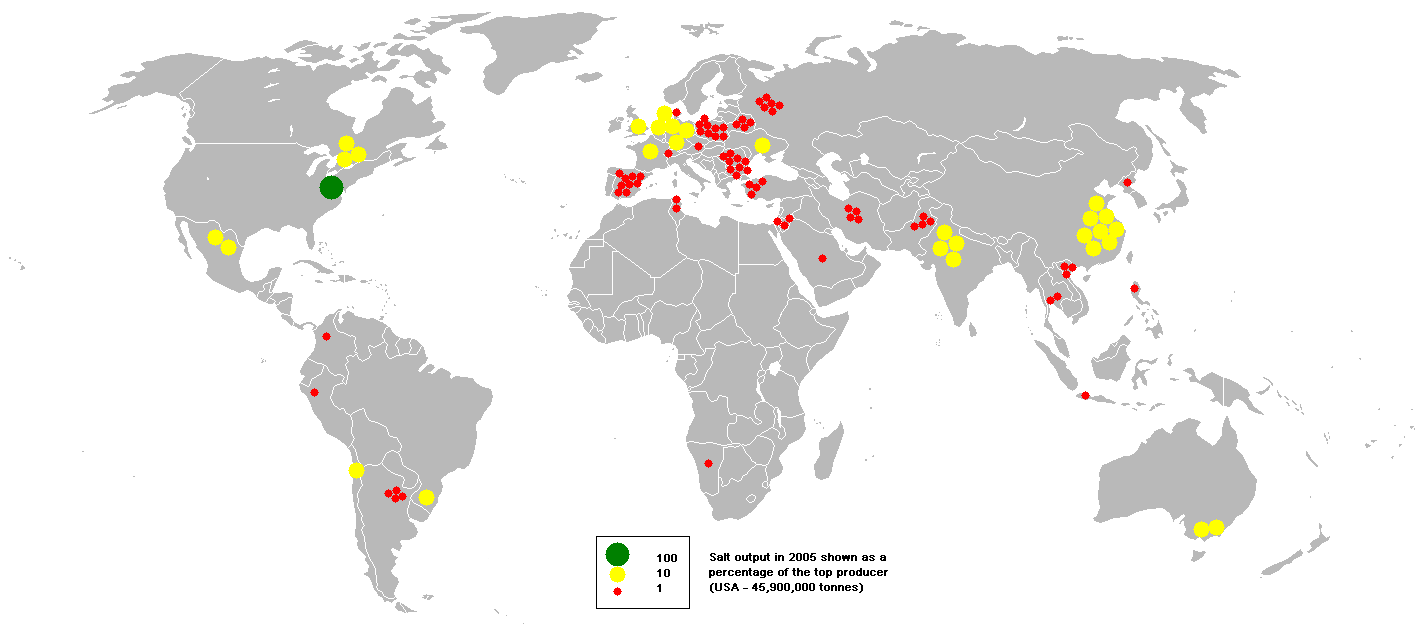
Світова соляна промисловість у 2005 році

У 2018 році загальне світове виробництво солі становило 300 мільйонів тонн, шість найбільших виробників: Китай (68 мільйонів), США (42 мільйони), Індія (29 мільйонів), Німеччина (13 мільйонів), Канада (13 мільйонів) і Австралія (12 мільйонів).
Одне з найбільших у світі підприємств з видобутку солі знаходиться на соляній шахті Хевра в Пакистані. Шахта має дев'ятнадцять поверхів, одинадцять з яких підземні, і 400 км (250 миль) проходів. Сіль викопують кімнатним і стовповим методом, де приблизно половина матеріалу залишається на місці для підтримки верхніх рівнів. Очікується, що видобуток гімалайської солі триватиме 350 років при поточній швидкості видобутку близько 385 000 тонн на рік.
У 2006 за даними British Geological Survey укладено у вересні 2008.
| Rank by sovereign state | Країна/Регіон     | Виробництво солі (тонн) |
| ----------------------- | ----------------- | ----------------------- |
| —                       | Світ              | 210,000,000             |
| 1                       | США               | 46,500,000              |
| 2                       | Китай             | 37,101,000              |
| 3                       | Індія             | 15,000,000              |
| 4                       | Канада            | 14,125,000              |
| 5                       | Австралія         | 11,211,000              |
| 6                       | Мексика           | 8,180,000               |
| 7                       | Франція           | 7,000,000               |
| 8                       | Бразилія          | 6,500,000               |
| 9                       | Чилі              | 6,000,000               |
| 10                      | Велика Британія   | 5,800,000               |
| 11                      | Норвегія          | 5,000,000               |
| 13                      | Італія            | 3,600,000               |
| 12                      | Іспанія           | 3,200,000               |
| 14                      | Росія             | 2,800,000               |
| 15                      | Румунія           | 2,450,000               |
| 16                      | Єгипет            | 2,400,000               |
| 17                      | Україна           | 2,300,000               |
| 18                      | Туреччина         | 2,250,000               |
| 19                      | Іран              | 2,000,000               |
| 20                      | Болгарія          | 1,800,000               |
| 21                      | Польща            | 1,600,000               |
| 22                      | Пакистан          | 1,320,000               |
| 23                      | В'єтнам           | 1,300,000               |
| 24                      | Японія            | 1,251,000               |
| 25                      | Аргентина         | 1,200,000               |
| 26                      | Таїланд           | 1,000,000               |
| 27                      | Багами            | 900,000                 |
| 28                      | Ізраїль           | 800,000                 |
| 29                      | Південна Корея    | 800,000                 |
| 31                      | Німеччина         | 746,000                 |
| 30                      | Намібія           | 700,000                 |
| 32                      | Індонезія         | 680,000                 |
| 33                      | Данія             | 610,000                 |
| 34                      | Туніс             | 608,000                 |
| 35                      | Філіппіни         | 600,000                 |
| 36                      | Португалія        | 600,000                 |
| 37                      | Колумбія          | 540,000                 |
| 38                      | Північні Антили   | 500,000                 |
| 39                      | Північна Корея    | 500,000                 |
| 40                      | Йорданія          | 410,000                 |
| 41                      | Австрія           | 401,000                 |
| 42                      | Бангладеш         | 350,000                 |
| 43                      | Венесуела         | 350,000                 |
| 44                      | ПАР               | 336,000                 |
| 45                      | Білорусь          | 300,000                 |
| 46                      | Швейцарія         | 300,000                 |
| 47                      | Гана              | 250,000                 |
| 48                      | Перу              | 249,000                 |
| 49                      | Марокко           | 240,000                 |
| 50                      | Туркменістан      | 215,000                 |
| 51                      | Ботсвана          | 208,000                 |
| 52                      | Мартиніка         | 200,000                 |
| 53                      | Саудівська Аравія | 200,000                 |
| 54                      | Куба              | 185,000                 |
| 55                      | Алжир             | 183,000                 |
| 56                      | Греція            | 150,000                 |
| 57                      | Сирія             | 146,000                 |
| 58                      | Сенегал           | 130,000                 |
| 59                      | Словенія          | 125,000                 |
| 60                      | Ємен              | 120,000                 |
| 61                      | Кувейт            | 100,000                 |
| 62                      | Словаччина        | 100,000                 |

Сучасний видобуток солі у країнах світу
(млн т)
| Країна          | 2006  | 2005  | 2004  | 2003  | 2002  | 2001  | 2000  | 1999  | 1998  | 1997  | 1996  | 1995  | 1994  | 1993  | 1992  | 1991  |
| Китай           | 48.0  | 44.6  | 37.1  | 32.4  | 35.0  | 31.0  | 31.3  | 28.1  | 22.4  | 30.8  | 29.0  | 29.8  | 29.7  | 29.5  | 28.1  | 24.1  |
| США             | 46.0  | 45.1  | 46.5  | 43.7  | 43.9  | 44.8  | 45.6  | 45.0  | 41.3  | 41.5  | 42.3  | 42.2  | 39.8  | 39.3  | 36.1  | 36.4  |
| Німеччина       | 18.6  | 18.7  | 16.0  | 15.7  | 15.7  | 15.7  | 15.7  | 15.7  | 15.7  | 15.8  | 15.9  | 15.2  | 10.5  | 12.7  | 12.7  | 14.9  |
| Індія           | 16.0  | 15.5  | 15.0  | 15.0  | 14.8  | 14.5  | 14.5  | 14.5  | 12.0  | 14.3  | 14.5  | 12.5  | 9.5   | 9.5   | 9.5   | 9.5   |
| Канада          | 15.0  | 14.5  | 14.1  | 13.3  | 13.0  | 12.5  | 11.9  | 12.7  | 13.3  | 13.3  | 12.2  | 11.0  | 11.7  | 10.9  | 11.2  | 12.0  |
| Австралія       | 12.4  | 12.4  | 11.2  | 9.8   | 10.0  | 9.5   | 8.8   | 10.0  | 8.9   | 8.8   | 7.9   | 8.1   | 7.7   | 7.7   | 7.7   | 7.8   |
| Мексика         | 8.5   | 9.2   | 8.2   | 8.0   | 8.7   | 8.9   | 8.9   | 8.2   | 8.4   | 7.9   | 8.5   | 7.7   | 7.5   | 7.5   | 7.4   | 7.5   |
| Франція         | 7.0   | 7.0   | 7.0   | 7.0   | 7.1   | 7.0   | 7.0   | 7.0   | 7.0   | 7.1   | 7.9   | 7.5   | 7.5   | 7.0   | 6.1   | 6.5   |
| Бразилія        | 7.3   | 6.7   | 6.5   | 6.1   | 7.0   | 6.0   | 6.0   | 6.9   | 6.5   | 6.5   | 5.4   | 5.8   | 6.0   | 6.2   | 5.3   | 4.9   |
| Велика Британія | 5.8   | 5.8   | 5.8   | 5.8   | 5.8   | 5.8   | 5.8   | 5.8   | 6.6   | 6.6   | 6.6   | 6.7   | 7.0   | 6.8   | 6.1   | 6.8   |
| Інші країни     | 55.4  | 58.5  | 40.6  | 53.2  | 64.5  | 69.3  | 58.5  | 58.0  | 59.1  | 54.4  | 53.8  | 52.5  | 53.1  | 41.0  | 53.8  | 60.6  |
| Разом           | 240.0 | 238.0 | 208.0 | 210.0 | 225.5 | 225.0 | 214.0 | 211.9 | 201.2 | 207.0 | 204.0 | 199.0 | 190.0 | 178.1 | 184.0 | 191.0 |

| Країна          | 1990  | 1989  | 1988  | 1987  | 1986  | 1985  | 1984  | 1983  | 1982  | 1981  | 1980  | 1979  | 1978  | 1977  | 1976  | 1975  |
| Китай           | 20.0  | 30.9  | 24.3  | 19.8  | 19.0  | 15.9  |       |       |       |       |       |       |       |       |       |       |
| США             | 37.0  | 39.3  | 39.2  | 36.9  | 37.3  | 39.2  | 39.2  | 34.6  | 37.9  | 38.9  | 40.4  | 45.8  | 42.9  | 43.4  | 44.2  | 41.0  |
| Німеччина       | 15.7  | 16.4  | 18.4  | 18.3  | 17.9  | 17.9  |       |       |       |       |       |       |       |       |       |       |
| Індія           | 9.5   | 10.6  | 10.1  | 10.9  | 11.2  | 10.9  |       |       |       |       |       |       |       |       |       |       |
| Канада          | 11.3  | 12.2  | 11.8  | 11.2  | 11.4  | 11    |       |       |       |       |       |       |       |       |       |       |
| Австралія       | 7.23  | 7.8   | 7.7   | 7.2   | 6.8   | 6.4   |       |       |       |       |       |       |       |       |       |       |
| Мексика         | 7.14  | 7.7   | 7.9   | 7.0   | 6.8   | 7.1   |       |       |       |       |       |       |       |       |       |       |
| Франція         | 6.61  | 8.2   | 8.7   | 8.6   | 7.8   | 7.8   |       |       |       |       |       |       |       |       |       |       |
| Бразилія        | 5.37  | 4.0   | 4.8   | 5.0   | 2.4   | 3.0   |       |       |       |       |       |       |       |       |       |       |
| Велика Британія | 6.43  | 7.4   | 6.8   | 7.8   | 7.6   | 7.9   |       |       |       |       |       |       |       |       |       |       |
| Інші країни     | 45.59 | 65.4  | 61.1  | 64.2  | 64.6  | 63,4  |       |       |       |       |       |       |       |       |       |       |
| Разом           | 171.9 | 209.9 | 200.8 | 196.9 | 192.8 | 190.6 | 172.5 | 159.1 | 164.3 | 171.4 | 168.9 | 173.4 | 166.4 | 160.9 | 168.2 | 162.0 |

- за даними Інституту солі, 2009 р.